# Dicranomyia kulin
Dicranomyia kulin là một loài ruồi trong họ Limoniidae. Chúng phân bố ở miền Australasia.